# Spektralradius
Der Spektralradius ist ein Konzept in der linearen Algebra und in der Funktionalanalysis. Der Name erklärt sich dadurch, dass das Spektrum eines Operators in einer Kreisscheibe enthalten ist, deren Radius der Spektralradius ist.

## Spektralradius von Matrizen

### Definition
Der Spektralradius {\displaystyle \rho } (Rho) einer {\displaystyle (n\times n)}-Matrix {\displaystyle A\in \mathbb {C} ^{n\times n}} ist der Betrag des betragsmäßig größten Eigenwerts von {\displaystyle A}, das heißt, {\displaystyle \rho } ist definiert durch
{\displaystyle \rho (A):=\max \limits _{1\leq i\leq n}|\lambda _{i}(A)|}.
Dabei durchläuft {\displaystyle \lambda _{i}} die höchstens {\displaystyle n} verschiedenen Eigenwerte von {\displaystyle A}. Der Spektralradius wird auch mit {\displaystyle \operatorname {spr} (A)} statt mit {\displaystyle \rho (A)} notiert.

### Eigenschaften
Jede induzierte Matrixnorm von {\displaystyle A} ist mindestens so groß wie der Spektralradius. Ist nämlich {\displaystyle \lambda } ein Eigenwert zu einem Eigenvektor {\displaystyle v} von {\displaystyle A}, dann gilt:
{\displaystyle \|A\|=\sup _{x\neq 0}{\frac {\|Ax\|}{\|x\|}}\geq {\frac {\|Av\|}{\|v\|}}={\frac {\|\lambda v\|}{\|v\|}}=|\lambda |{\frac {\|v\|}{\|v\|}}=|\lambda |}
Allgemeiner gilt diese Abschätzung für alle mit einer Vektornorm verträglichen Matrixnormen. Weiterhin gibt es zu jedem {\displaystyle \epsilon >0} mindestens eine induzierte Norm (die für verschiedene Matrizen {\displaystyle A} unterschiedlich sein kann), sodass
{\displaystyle \rho (A)\leq \|A\|<\rho (A)+\epsilon }
gilt. Ferner gilt für jede induzierte Matrixnorm:
{\displaystyle \rho (A)=\inf _{n\in \mathbb {N} }{\sqrt[{n}]{\|A^{n}\|}}=\lim _{n\to \infty }{\sqrt[{n}]{\|A^{n}\|}}}

### Anwendungen
Der Spektralradius ist beispielsweise bei Splitting-Verfahren von Bedeutung. Falls {\displaystyle \rho \left(I-B^{-1}A\right)<1} für eine invertierbare Matrix {\displaystyle B\in \mathbb {C} ^{n\times n}} gilt, dann konvergiert die Iteration
{\displaystyle x_{k+1}=B^{-1}\left(B-A\right)x_{k}+B^{-1}b}
für jeden Startvektor {\displaystyle x_{0}} gegen die exakte Lösung {\displaystyle x^{\ast }} des linearen Gleichungssystems {\displaystyle Ax=b}.

## Spektralradius in der Funktionalanalysis

### Definition
Der Begriff des Spektralradius kann allgemeiner auch für beschränkte lineare Operatoren auf Banachräumen definiert werden. Für einen beschränkten linearen Operator {\displaystyle T} definiert man
{\displaystyle \rho (T):=\sup\{|\lambda |:\lambda \in \sigma (T)\}},
wobei {\displaystyle \sigma (T)=\{t\in \mathbb {C} \mid T-t\cdot I~{\text{nicht invertierbar}}\}} das Spektrum von {\displaystyle T} bezeichnet.
Operatoren mit Spektralradius gleich {\displaystyle 0} nennt man quasinilpotent. Nilpotente Operatoren sind quasinilpotent, denn dann ist die Folge in der nachfolgenden Grenzwertformel ab einer Stelle gleich {\displaystyle 0}.

### Eigenschaften
Da das Spektrum kompakt ist, wird das Supremum angenommen, es liegt also ein Maximum vor.
Außerdem kann man auch hier zeigen, dass
{\displaystyle \rho (T)=\lim _{n\to \infty }{\sqrt[{n}]{\|T^{n}\|}}=\inf _{n\in \mathbb {N} }{\sqrt[{n}]{\|T^{n}\|}}}
gilt, wobei {\displaystyle \|\cdot \|} hier die Operatornorm meint.
Insbesondere ist der Spektralradius eines Operators auch, wie im Endlichdimensionalen, nie größer als die Norm des Operators, d. h.:
{\displaystyle \rho (T)\leq \|T\|}
Ist {\displaystyle T} ein normaler Operator auf einem Hilbertraum, dann gilt immer Gleichheit, wie der Abschnitt über C*-Algebren genauer erklären wird.

### C*-Algebren
Falls wir uns auf Hilberträume beschränken, so können wir uns {\displaystyle C^{\ast }}-Algebren widmen. (Und dank der GNS-Konstruktion lassen sich alle {\displaystyle C^{\ast }}-Algebren als Operatoralgebren über Hilberträumen darstellen.) In diesen Algebren gibt es für besondere Klassen von Elementen (Operatoren) einen engeren Zusammenhang zwischen dem Spektralradius und der Norm. Sei {\displaystyle {\mathcal {A}}} eine {\displaystyle C^{\ast }}-Algebra. Bezeichne mit {\displaystyle \Omega ({\mathcal {A}})} die Menge aller Charaktere, d. h. algebraischen Homomorphismen. Dies bildet einen lokal kompakten Hausdorff'schen Raum und wir können die Abbildung
{\displaystyle a\in {\mathcal {A}}\mapsto {\hat {a}}\in C_{0}(\Omega ({\mathcal {A}}))}
betrachten, wobei {\displaystyle {\hat {a}}} durch
{\displaystyle {\hat {a}}(\tau ):=\tau (a)}
definiert wird. Das Gelfand-Repräsentationstheorem für {\displaystyle C^{\ast }}-Algebra besagt, dass dies eine Isometrie ist, solange {\displaystyle {\mathcal {A}}} kommutativ ist. Für {\displaystyle a\in {\mathcal {A}}} normal (d. h. {\displaystyle \{a,a^{\ast }\}} kommutieren) können wir die durch {\displaystyle \{a,a^{\ast }\}} erzeugte Unter-{\displaystyle C^{\ast }}-algebra betrachten, die notwendigerweise kommutativ ist, und erhalten
{\displaystyle \|a\|=\|{\hat {a}}\|_{\infty }=\sup _{\tau }|\tau (a)|=\sup\{|\lambda |\mid \lambda \in \sigma (a)\}=\rho (a).}
(Hier sind einige Details noch zu klären, z. B. dass das Spektrum von {\displaystyle a} sich nicht ändert, wenn man auf die Unteralgebra beschränkt. Diese Details stimmen und sind in elementaren Einführungen von {\displaystyle C^{\ast }}-Algebren zu finden.)
Auch wenn nicht alle Elemente normal sind, besteht ein enger Zusammenhang zwischen der Norm und dem Spektrum. Im Allgemeinen gilt für alle {\displaystyle a\in {\mathcal {A}}}
{\displaystyle \|a\|={\sqrt {\|a^{\ast }a\|}}={\sqrt {\rho (a^{\ast }a)}},}
weil {\displaystyle a^{\ast }a} selbstadjungiert und deshalb normal ist.